# Мустафа Махмуд
Мустафа Камаль Махмуд Хусейн (араб. مصطفى كمال محمود حسين‎; 27 декабря 1921 — 31 октября 2009, более известный как Мустафа Махмуд араб. مصطفى محمود‎) — египетский врач, философ и писатель. 

## Карьера
Когда ему было 13 или 14 лет, Махмуд начал задаваться вопросом о «тайне жизни и смерти», об авторе, о первопричине. Мустафа Махмуд считался одаренным учеником. Он проявил любовь к науке, поэтому его отец устроил для него небольшую лабораторию, в которой он проводил эксперименты. Там он производил углекислый газ, диоксид серы и мыло, препарировал лягушек и разрабатывал средства борьбы с насекомыми. Он бросил учебу после того, как учитель избил его. Через три года Мустафа начал снова изучать медицину, которую окончил в 1953 году. После окончания учебы Мустафа Махмуд работал нейрохирургом. В 1960 году занялся писательской деятельностью и исследованиями. В 1963 году он написал пьесу «Землетрясение», критикующую режим Гамаля Абделя Насера. Годы спустя она была выпущена в кинотеатрах, и в 1990 году в ней снялся актёр Салах Зульфикар. Некоторое время он работал в египетском журнале «Роза аль-Юсуф», где также публиковал свои рассказы. Он написал 89 книг по науке, философии, религии, политике и обществу, а также пьесы, рассказы и путевые заметки. Он был известен своей популярной программой «Наука и вера». Мустафа основал мечеть, медицинскую клинику и благотворительную организацию, которые были названы в его честь.

## Публикации

### Книги
1. (2004): Понимание Корана: современный подход ISBN 1-59008-022-X
2. (1999):Что за вратами смерти
3. (1998): Пароль ISBN 977-08-0694-3
4. (1998): Новая кораническая психология ISBN 978-977-11-1718-6
5. (1997): Израиль: начало и конец
6. (1995): Пылающее завтра
7. (1994): Ислам в Дайке
8. (1992): Я видел Бога
9. (1992): Политический ислам и предстоящая битва ISBN 977-08-0403-7
10. (1991): Политические цирковые игры
11. (1990): Чтение ради будущего ISBN 977-08-0037-6
12. (1989): Озадаченный вопрос ISBN 977-02-2611-4
13. (1985): Факты Бахаи ISBN 977-02-1502-3
14. (1984): Марксизм и ислам ISBN 977-02-0969-4
15. (1984): Господа, снимите эти маски! ISBN 977-02-0901-5
16. (1984): Что такое ислам? ISBN 977-02-1110-9
17. (1982): Из Америки на другой берег ISBN 977-02-0255-X
18. (1981): Диалог Антара Мусульманин Дэн Атеис ISBN 9971-77-021-0
19. (1978): Коран: Живое существо
20. (1978): Век обезьян
21. (1978): Ложь о левых исламистских группах ISBN 977-247-404-2
22. (1976): Существование и небытие
23. (1975): Мухаммед
24. (1975): Величайший секрет
25. (1974): Диалог с атеистом
26. (1972): Аллах
27. (1972): Тора
28. (1970): Мой путь от сомнения к вере
29. (1969): Коран — попытка современного понимания
30. (1961): Эйнштейн и теория относительности
31. (1959): Тайна смерти ISBN 978-977-11-1724-7

### Статьи
1. (1992): Мир тайн
2. (1985): Дьявол правит
3. (1982): Настал ли век безумия? ISBN 977-02-0499-4
4. (1979): Огонь под пеплом
5. (1973): Дух и тело
6. (1966): В любви и жизни

### Короткие рассказы
1. (1979): Антихрист
2. (1966): Запах крови
3. (1964): Социальная банда
4. (1954): Поедание хлеба

### Романы
1. (1966): Человек меньше нуля
2. (1965): Выбраться из гроба
3. (1965): Паук
4. (1964): Опиум
5. (1963): «Землетрясение»,
6. (1960): Невозможное

### Пьесы
1. (1996): Визит в рай и ад
2. (1982): Самый маленький адский огонь
3. (1973): Лидер
4. (1973): Дьявол живёт в нашем доме
5. (1964): Человек и тень
6. (1963): Землетрясение
7. (1963): Александр Македонский

## Личная жизнь
Мустафа родился в Шибин-эль-Коме, провинция Монуфия, Египет. В 1939 году после нескольких лет паралича умер его отец. В 1961 году он женился, развелся в 1973 году. От первого брака родилось двое детей: Амаль и Адхам. В 1983 году он снова женился, брак распался в 1987 году.

## Память
- Государственная премия за заслуги в области литературы (Египет) 1995
- Его именем названа площадь в столице Египта, Каире
- Астероид 296753 Mustafamahmoud, открытый в 2009 году российским астрономом-любителем Тимуром Крячко в Астрономической обсерватории имени В. П. Энгельгардта, был назван в его память[11]. Официальная ссылка на наименование была опубликована Центром малых планет 12 июля 2014 года (MPC 89086)[11].